# (52295) Köppen
(52295) Köppen est un astéroïde de la ceinture principale.

## Description
(52295) Köppen est un astéroïde de la ceinture principale. Il fut découvert le 15 novembre 1990 à La Silla par Eric Walter Elst. Il présente une orbite caractérisée par un demi-grand axe de 2,53 UA, une excentricité de 0,18 et une inclinaison de 5,4° par rapport à l'écliptique.